# Praia de Cabeçudas
Praia de Cabeçudas, em Itajaí.
A Praia de Cabeçudas é uma praia localizada na cidade de Itajaí, no estado brasileiro de Santa Catarina.
É considerada a principal praia da cidade, sendo a mais movimentada e a que conta com a melhor infra-estrutura, já que possui águas calmas e o Farol de Cabeçudas, um mirante onde pode-se observar grande parte da cidade.